# Teófilo Chantre
Pour les articles homonymes, voir Chantre.
Teofilo Chantre, né le 26 octobre 1963 à Ribeira Brava sur l'île de São Nicolau (Cap-Vert), est un auteur-compositeur-interprète d’origine capverdienne résidant en France.

## Biographie
Teófilo Chantre grandit sur l'île de São Vicente au Cap-Vert qu'il quitte a quatorze ans pour s'installer avec sa famille à Paris. Cet éloignement de sa terre natale a servi d'inspiration et a éveillé sa créativité, ayant commencé à composer, durant son adolescence, des chansons inspirées des mornas et coladeiras de son pays natal.
Tout au long de sa vie, il a également été très influencé par d'autres musiques lusophones, notamment la musique brésilienne. Sa réputation de chanteur et compositeur grandit au point que Cesária Évora enregistre trois de ses chansons sur son album Miss Perfumado, ce qui fait d'elle une star internationale.
Après avoir continué à composer pour d'autres interprètes, Chantre a entre-temps consolidé sa position d'interprète et enregistré plusieurs albums, dont Di Alma et Viaja. En concert, il joue ses chansons principalement en acoustique, à l’accordéon, la basse, la guitare, le cavaquinho et la batterie.

## Discographie
- Terra & Cretcheu, 1994
- Di Alma, 1997
- Rodatempo, 2000
- Live, 2002
- Azulando, 2004
- Viajá, 2007
- MeStissage, 2011
- Emocionalmente, 2024